# John Narváez
John William Narváez Arroyo (ur. 12 czerwca 1991 w Esmeraldas) – ekwadorski piłkarz występujący na pozycji środkowego obrońcy, obecnie zawodnik FBC Melgar.

## Kariera klubowa
Narváez pochodzi z miasta Esmeraldas i jest wychowankiem tamtejszej amatorskiej drużyny Deportivo Piratas, gdzie rozpoczął treningi jako dziesięciolatek, a sześć lat później przeniósł się do klubu Deportivo Cuenca. Do seniorskiej drużyny został włączony w wieku siedemnastu lat przez argentyńskiego szkoleniowca Guillermo Duró i w ekwadorskiej Serie A zadebiutował 5 kwietnia 2009 w wygranym 2:1 spotkaniu z Olmedo i mimo młodego wieku szybko wywalczył sobie miejsce w wyjściowym składzie. Już w swoim premierowym sezonie 2009 zdobył z Deportivo tytuł wicemistrza kraju, natomiast pierwszego gola w najwyższej klasie rozgrywkowej strzelił 28 lutego 2010 w wygranej 3:0 konfrontacji z Independiente del Valle. W sierpniu 2011 był bliski przejścia do izraelskiego Maccabi Hajfa, gdzie występowałby razem ze swoim rodakiem Marlonem de Jesúsem, lecz z powodu doznanej przez gracza poważnej kontuzji kolana do transferu nie doszło. W styczniu 2012 został graczem znacznie bardziej utytułowanego zespołu El Nacional ze stołecznego Quito, gdzie spędził rok, regularnie wybiegając na boiska w pierwszej jedenastce, jednak bez większych sukcesów.
Wiosną 2013 Narváez podpisał umowę z drużyną CS Emelec z siedzibą w mieście Guayaquil. Tam już w pierwszym sezonie, 2013, zdobył swój pierwszy tytuł mistrza Ekwadoru, będąc kluczowym punktem ekipy prowadzonej przez boliwijskiego trenera Gustavo Quinterosa.

## Kariera reprezentacyjna
W 2011 roku Narváez został powołany przez szkoleniowca Sixto Vizuete do reprezentacji Ekwadoru U-20 na Młodzieżowe Mistrzostwa Ameryki Południowej. Tam miał pewne miejsce w wyjściowym składzie, rozgrywając osiem z dziewięciu możliwych spotkań, a jego kadra zdołała awansować do rundy finałowej z drugiej pozycji, a tam z kolei zakończyła zmagania na czwartej lokacie, dzięki czemu zakwalifikowała się na Mistrzostwa Świata U-20 w Kolumbii. Na młodzieżowym mundialu również pełnił rolę kluczowego zawodnika zespołu, występując we wszystkich czterech meczach w pełnym wymiarze czasowym, natomiast Ekwadorczycy odpadli ostatecznie z turnieju w 1/8 finału. Kilkanaście tygodni później znalazł się w ogłoszonym przez Vizuete składzie reprezentacji Ekwadoru U-23 na Igrzyska Panamerykańskie w Guadalajarze, gdzie wystąpił we wszystkich trzech meczach, nie zdobywając bramki, zaś jego drużyna zakończyła swój udział w męskim turnieju piłkarskim na fazie grupowej.